# Eleanor Matsuura
Eleanor Matsuura White é uma atriz mais conhecida por seus papéis como Yumiko em The Walking Dead, Hannah Santo em Spooks: The Greater Good, Bev em Utopia e como PC Donna Prager em Cuffs.

## Biografia
Matsuura nasceu em Tóquio e foi criada em Hertfordshire, na Inglaterra. Ela é descendente metade inglesa e metade japonesa e não fala japonês. Ela foi treinada na Central School of Speech and Drama e se formou em 2004. Ela é formada em dança moderna e de época.

## Carreira
Matsuura trabalhou no palco do Royal Court Theatre, do Old Vic Theatre e de vários teatros do West End. Ela também apareceu em vários dramas da TV britânica, incluindo EastEnders, Thorne, Extras, Holby City, Lead Balloon, Doctor Who e Hustle e filmes britânicos. Ela atualmente aparece como Isobel em Bull no Crucible Theatre, Sheffield.
Matsuura está na quarta série dramática da BBC One, Sherlock, no papel da detetive inspetora Hopkins. Ela fez dublagens para jogos eletrônicos como Mass Effect: Andromeda e Dreamfall Chapters. Ela interpreta Yumiko na série de TV de sucesso The Walking Dead, baseado na história em quadrinhos de mesmo nome.

## Vida pessoal
Matsuura é uma defensora dos direitos dos animais e trabalha em estreita colaboração com a Battersea Dogs & Cats Home.
Matsuura se casou com o ator canadense Trevor White em 2014. Eles moram em Londres. Em novembro de 2017, Matsuura deu à luz uma menina, a primeira filha do casal.

## Filmografia
| Ano        | Título                                                           | Papel                             | Notas                                                               |
| ---------- | ---------------------------------------------------------------- | --------------------------------- | ------------------------------------------------------------------- |
| 2005       | Hustle                                                           | Recepcionista                     | Episódio: "The Lesson"                                              |
| 2005       | Holby City                                                       | Suzie Ford                        | Episódio: "Damage Limitation"                                       |
| 2005       | Extras                                                           | Esposa do produtor                | Episódio: "Ben Stiller"                                             |
| 2005       | A Very Social Secretary                                          | Luz                               | Filme de TV                                                         |
| 2006       | EastEnders                                                       | Dra. Thorne                       | Episódio: "Episódio datado de 5 de janeiro de 2006"                 |
| 2006       | 9/11: The Twin Towers                                            | Operadora #1                      |                                                                     |
| 2006       | Breaking and Entering                                            | Ruby                              |                                                                     |
| 2006       | After the Rain                                                   | Lian                              | Curta-metragem                                                      |
| 2006; 2008 | Doctors                                                          | Diana Coverly Erika Simms         | Episódio: "The Real Thing" Episódio: "Hidden Demons"                |
| 2007       | Party Animals                                                    | Sally                             | Episódio: "Episódio #1.1"                                           |
| 2007       | After You've Gone                                                | Srta. Murray                      | Episódio: "Ripped Off"                                              |
| 2007       | Magicians                                                        | Garçonete                         |                                                                     |
| 2008       | Trial & Retribution                                              | Angela Clarkson                   | Episódios: "Conviction: Part 1" "Conviction: Part 2"                |
| 2008       | Doctor Who                                                       | Jo Nakashima                      | Episódio: "The Sontaran Stratagem"                                  |
| 2008       | My Family                                                        | Doutora                           | Episódio: "Neighbour Wars"                                          |
| 2008       | Lead Balloon                                                     | Izzy                              | Episódio: "Mistake"                                                 |
| 2008; 2012 | Casualty                                                         | Janie Newark Kelly Leese          | Episódio: "Someone's Lucky Night" Episódio: "Duty of Care"          |
| 2009       | Hunter                                                           | DI Zoe Larson                     | Episódios: "Episódio #1.1" "Episódio #1.2"                          |
| 2009       | The Old Guys                                                     | Marianne                          | Episódio: "Marriage"                                                |
| 2009       | FM                                                               | Jess                              | Episódio: "System Addict"                                           |
| 2010       | Money                                                            | Cherry                            | Episódio: "Episódio #1.1"                                           |
| 2010       | Doctor Who: The Adventure Game – Shadows of the Vashta Nerada    | Dana Tanaka (voz)                 | Jogo eletrônico                                                     |
| 2011       | Lunch Monkeys                                                    | Srta. Fox                         | Episódio: "Big Trouble in Little Cranford"                          |
| 2011       | Sirens                                                           | Tracy Kadam                       | Episódio: "Two Man Race"                                            |
| 2011       | New Tricks                                                       | Tiffany Hayes                     | Episódio: "Old Fossils"                                             |
| 2011       | The Fades                                                        | Vicky                             | 4 episódios Minissérie                                              |
| 2011–2012  | The Royal Bodyguard                                              | Dana                              | Episódios: "The Limping Assassin" "Bullets over Broad Street"       |
| 2012       | Hacks                                                            | Ho Chi Mao Feast                  | Filme de TV                                                         |
| 2012       | The Grind                                                        | Charlie (Moça)                    |                                                                     |
| 2012       | Twenty Twelve                                                    | Doutora                           | Episódio: "Inclusivity Day"                                         |
| 2012       | Vexed                                                            | Emma                              | Episódio: "Episódio #2.1"                                           |
| 2013       | Utopia                                                           | Bev                               | Episódios: "Episódio #1.1" "Episódio #1.2" "Episódio #1.3"          |
| 2013       | Alan Partridge: Alpha Papa                                       | Repórter de TV                    |                                                                     |
| 2013       | Law & Order: UK                                                  | Sophie Cohen                      | Episódio: "Fatherly Love"                                           |
| 2013       | The Love Punch                                                   | Michaela                          |                                                                     |
| 2014       | The Smoke                                                        | Cindy                             | Episódio: "Episódio #1.3"                                           |
| 2014       | Silk                                                             | Elizabeth Forester                | Episódio: "Episódio #3.4"                                           |
| 2014       | Blood Moon                                                       | Cervo Negro                       |                                                                     |
| 2014       | Dreamfall Chapters                                               | Saga (35 anos) (voz)              | Jogo eletrônico                                                     |
| 2015       | Residue                                                          | Angela Rossi                      | 3 episódios Minissérie                                              |
| 2015       | Spooks: The Greater Good                                         | Hannah Santo                      |                                                                     |
| 2015       | Dirty Bomb                                                       | Kira (voz)                        | Jogo eletrônico                                                     |
| 2015       | Final Fantasy XIV: Heavensward                                   | Ranger of Darkness / Yugiri (voz) | Jogo eletrônico                                                     |
| 2015       | The Lady in the Van                                              | Entrevistador                     |                                                                     |
| 2015       | Burn Burn Burn                                                   | Pandora                           |                                                                     |
| 2015       | Da Vinci's Demons                                                | Madame Singh                      | 6 episódios Recorrente (3ª temporada)                               |
| 2015       | Star Wars: Battlefront                                           | Desconhecido (voz)                | Jogo eletrônico                                                     |
| 2015       | Cuffs                                                            | PC Donna Prager                   | 8 episódios Minissérie                                              |
| 2016       | The Comic Strip Presents Redtop                                  | Wendi Deng                        | Filme de TV                                                         |
| 2016       | The Complete Walk: Antony and Cleopatra                          | Desconhecido                      | Curta-metragem                                                      |
| 2016       | Homefront: The Revolution                                        | Desconhecido (voz)                | Jogo eletrônico                                                     |
| 2016       | A Midsummer Night's Dream                                        | Hipólita                          | Filme de TV                                                         |
| 2016       | The 101-Year-Old Man Who Skipped Out on the Bill and Disappeared | Rebecca                           |                                                                     |
| 2017       | Sherlock                                                         | DI Hopkins                        | Episódio: "The Six Thatchers"                                       |
| 2017       | Lost in London                                                   | Laura                             |                                                                     |
| 2017       | Tom Clancy's Ghost Recon Wildlands                               | Weaver (feminino) (voz)           | Jogo eletrônico                                                     |
| 2017       | Mass Effect: Andromeda                                           | Vozes Adicionais (voz)            | Jogo eletrônico                                                     |
| 2017       | Mulher-Maravilha                                                 | Epione                            |                                                                     |
| 2017       | Final Fantasy XIV: Stormblood                                    | Yugiri (Versão em inglês, voz)    | Jogo eletrônico                                                     |
| 2017       | Liga da Justiça                                                  | Epione (não creditado)            |                                                                     |
| 2017       | Lego Marvel Super Heroes 2                                       | Desconhecido (voz)                | Jogo eletrônico                                                     |
| 2017       | Star Wars: Battlefront II                                        | Desconhecido (voz)                | Jogo eletrônico                                                     |
| 2017       | Planet of the Apes: Last Frontier                                | Oaka (voz)                        | Jogo eletrônico                                                     |
| 2017–2019  | Into the Badlands                                                | Baronesa Juliet Chau              | 6 episódios Recorrente (2–3ª temporada)                             |
| 2018       | Juliet, Naked                                                    | Cat                               |                                                                     |
| 2018       | Shetland                                                         | DI Jessie Cole                    | Episódios: "Episódio #4.5" "Episódio #4.6"                          |
| 2018       | World of Warcraft: Battle for Azeroth                            | Desconhecido (voz)                | Jogo eletrônico                                                     |
| 2018–2022  | The Walking Dead                                                 | Yumiko                            | Recorrente (9ª temporada) Também estrelando (temporada 10–presente) |
| 2019       | The Rook                                                         | Claudia Clifton                   | Episódios: "Capítulo 1" "Capítulo 2"                                |
| 2020       | The One and Only Ivan                                            | Candace Taylor                    |                                                                     |
| 2021       | Zack Snyder's Justice League                                     | Epione                            | Não creditado                                                       |
| 2021       | This Time with Alan Partridge                                    | Professora Rebecca Burns          | Episódio: "Série 2: Episódio 6"                                     |
| TBA        | Squadron 42                                                      | August Beck (voz)                 | Jogo eletrônico Anunciado                                           |